# Pariana swallenii
Pariana swallenii är en gräsart som beskrevs av Robert Crichton Foster. Pariana swallenii ingår i släktet Pariana och familjen gräs. Inga underarter finns listade i Catalogue of Life.